# 1,2-デヒドロレチクリニウムレダクターゼ (NADPH)
1,2-デヒドロレチクリニウムレダクターゼ (NADPH)(1,2-dehydroreticulinium reductase (NADPH))は、次の化学反応を触媒する酸化還元酵素である。
(R)-レチクリン + NADP+ {\displaystyle \rightleftharpoons } 1,2-デヒドロレチクリニウム + NADPH + H+
反応式の通り、この酵素の基質は(R)-レチクリンとNADP+、生成物は1,2-デヒドロレチクリニウムとNADPHとH+である。
組織名は(R)-reticuline:NADP+ oxidoreductaseで、別名に1,2-dehydroreticulinium ion reductaseがある。